# Bro (Upplands-Bro)
Bro – miejscowość (tätort) w Szwecji, w regionie administracyjnym (län) Sztokholm, w gminie Upplands-Bro.
Według danych Szwedzkiego Urzędu Statystycznego liczba ludności wyniosła: 8266 (31 grudnia 2015), 8915 (31 grudnia 2018) i 9385 (31 grudnia 2019).